# Unifi TV
Unifi TV（前称HyppTV）是馬來西亞馬电訊（TM）的寬带電視频道，於2010年起正式開通。至今，已经有超过100个電視頻道。已於2018年起HyppTV改名为Unifi TV。至今已经有10年的電視服务（加上2018年起更名为Unifi TV和2010年正式開通的HyppTV）。现也提供更多電視頻道，包括馬來西亞的8个免费電視頻道，另外也有自选服务（Hypp Play）和On Demand给观众收看最爱的节目，付费電視將会推出4个配套（Ultimate配套，Ruby Plus配套，Aneka Plus配套，Varnam Plus配套以及2个頻道为单一配套）。

## 历史
• 2010年3月24日，马来西亚宽频公司Unifi为住家用户增添HyppTV网络电视服务。
• 2013年5月3日，Now爆谷台HD 启播。
• 2013年8月1日，Astro SuperSport HD 与 Astro SuperSport 2 HD 启播。
• 2013年9月1日，RTL CBS Entertainment HD 启播。
• 2014年3月26日，Unifi TV 与 Metrowealth Pictures 合作推出 Dunia Sinema HD 点播频道。
• 2014年4月1日，RTL CBS Extreme HD 启播。
• 2014年8月4日，HyppSensasi HD 启播。
• 2014年9月1日，衛視電影台HD 启播。
• 2014年10月1日，Astro Awani，Astro Oasis，Astro Vaanavil 与 Makkal TV 启播。
• 2015年9月1日，EC Inspirasi 改名为 HyppInspirasi HD 并升级为高清频道。Dreamworks HD 也在同日启播。
• 2016年8月26日，FOX Sports (FOX Sports HD，FOX Sports 2 HD，FOX Sports 3 HD & FOX Sports News HD) 启播以取代于8月1日停播的Astro SuperSport HD 与 Astro SuperSport 2 HD。
• 2016年10月1日，BBC World News HD 与 BBC First HD 启播。
• 2017年4月1日，Zee TV， Zee Tamil，Zee Cinema，Pesona HD (取代MNC Channel)，Sony SAB，Sony SET 与 tvN Movies HD 启播。
• 2017年6月1日，Animax HD 与 Sony Channel HD 启播。
• 2017年8月1日，MTV Asia HD，Nickelodeon 与 Paramount Channel HD 启播。
• 2018年2月1日，Unifi TV与华特迪士尼电视合作推出10个旗下频道，包括FOX Movies HD，FOX Action Movies HD，FOX Family Movies HD，FOX HD，FX HD，FOX Life HD，National Geographic HD，Nat Geo Wild HD，Sky News HD 与 BabyTV HD.
• 2018年4月1日，NHK World Premium HD 启播。
• 2018年6月1日，CJ Wow Shop HD 与 Dunia Sinema HD 启播。
• 2019年4月1日，Colors，Colors Tamil HD 与 Colors Cineplex 取代 Zee TV，Zee Tamil 与 Zee Cinema. 
• 2020年1月15日，Love Nature HD 启播以庆祝Unifi Plus Box成功推出。
• 2020年2月7日，Unifi Sports 1 至 5 HD 启播以直播与重播馬來西亞超級足球聯賽，馬來西亞盃，馬來西亞足總盃 与 2020年马来西亚超级足球联赛。
• 2020年3月1日，Now爆谷台 HD 改为以视频点播播映，并购入多套华语猛片如《送我上青云》，《密战》及《少年的你》.
• 2021年2月1日，Comedy Central HD 停播。 同日，Paramount Channel HD改名为Paramount Network HD，并添加Comedy Central HD和Paramount Television Studios的原创系列与好评剧集如《Paradise Lost》与《Berlin Station》。
• 2021年10月1日，天映頻道HD，天映经典頻道，AXN HD，Animax HD，GEM HD，K-Plus HD，Arirang TV HD，HITS HD，HITS Movies HD 与 Techstorm HD 起播并取代17个福斯傳媒集團 (亞太)旗下的停播频道 (包括獲保留的衛視電影台，衛視中文台，國家地理頻道 HD，國家地理野生頻道 HD，Baby TV HD和已脫離該公司的頻道Sky News HD)。
• 2021年10日14日, SPOTV HD 与 SPOTV 2 HD 启播。
• 2022年1月1日，Sony Max，Sony SAB 与 Sony SET 停播。
• 2022年5月1日，beIN Sports HD，beIN Sports 3 HD，CCTV-4 HD，CGTN HD與Unifi TV自家创頻道DEGUP HD啟播。
• 2022年6月1日，Now爆谷台 HD 停播。
• 2022年7月1日，WION，Sony YAY! 与 Zee Thirai啟播並取代停播頻道Colors TV，Jaya Max，Polimer 与 Yupp Thirai HD。
• 2022年8月10日，beIN Sports 4 HD 啟播。
• 2022年9月1日，SIAR HD 啟播。
• 2022年12月12日，Rock Action HD 啟播並取代停播頻道Rock Extreme HD。
• 2023年2月1日，ONE HD，Moonbug Kids HD 与 beIN Sports 2 HD 啟播。同日，Arirang TV HD，Laku Mall HD，Techstorm HD，Unifi Sports 2 HD，Unifi Sports 3 HD 与 Unifi Sports 4 HD 停播。
• 2023年8月1日，Cartoon Network HD 与 HGTV HD 啟播。
• 2023年9月1日，HBO HD，HBO HiTS HD，HBO Family HD 与 Cinemax HD 啟播。
• 2023年10月1日，TVS HD 啟播。
• 2024年1月1日，HITS NOW HD啟播。
• 2024年9月30日，Unifi eSports 啟播。
• 2025年7月1日，MTV Live HD，NowJelli紫金国际台，Travel Channel，LUXE.TV与France 24停播。
• 2025年7月16日，亚洲美食频道 启播。
• 2025年8月1日，凤凰卫视香港台，TVB翡翠台，TVB星河频道与芒果频道 启播。

## 电视频道
| LCN | Name                      | UHD | HDTV | Free | Ultimate | Aneka+ | Ruby+ | Varnam+ | playTV@unifi | On demand catch-up |
| --- | ------------------------- | --- | ---- | ---- | -------- | ------ | ----- | ------- | ------------ | ------------------ |
| 101 | TV1                       | 否  | 是   | 是   | 是       | 是     | 是    | 是      | 是           | 否                 |
| 102 | TV2                       | 否  | 是   | 是   | 是       | 是     | 是    | 是      | 是           | 否                 |
| 103 | TV3                       | 否  | 是   | 是   | 是       | 是     | 是    | 是      | 是           | 否                 |
| 107 | DidikTV KPM               | 否  | 是   | 是   | 是       | 是     | 是    | 是      | 是           | 否                 |
| 108 | 8TV                       | 否  | 是   | 是   | 是       | 是     | 是    | 是      | 是           | 否                 |
| 109 | TV9                       | 否  | 是   | 是   | 是       | 是     | 是    | 是      | 是           | 否                 |
| 113 | Salam HD                  | 否  | 是   | 是   | 是       | 是     | 是    | 是      | 是           | 是                 |
| 114 | TV AlHijrah               | 否  | 是   | 是   | 是       | 是     | 是    | 是      | 是           | 否                 |
| 116 | Sensasi                   | 否  | 是   | 是   | 是       | 是     | 是    | 是      | 是           | 是                 |
| 118 | Inspirasi                 | 否  | 是   | 是   | 是       | 是     | 是    | 是      | 是           | 是                 |
| 120 | DEGUP                     | 否  | 是   | 是   | 是       | 是     | 是    | 是      | 是           | 是                 |
| 121 | SIAR                      | 否  | 是   | 是   | 是       | 是     | 是    | 是      | 是           | 是                 |
| 122 | TVS                       | 否  | 是   | 是   | 是       | 是     | 是    | 是      | 是           | 否                 |
| 128 | Dunia Sinema              | 否  | 是   | 是   | 是       | 是     | 是    | 是      | 是           | 是                 |
| 141 | Pesona HD                 | 否  | 是   | 是   | 是       | 是     | 是    | 是      | 是           | 是                 |
| 201 | tvN Movies                | 否  | 是   | 是   | 是       | 是     | 是    | 是      | 是           | 是                 |
| 211 | tvN                       | 否  | 是   | 是   | 是       | 是     | 是    | 是      | 是           | 是                 |
| 231 | TVB Jade                  | 否  | 是   | 是   | 是       | 是     | 是    | 是      | 是           | 是                 |
| 232 | TVB Xing He               | 否  | 是   | 是   | 是       | 是     | 是    | 是      | 是           | 是                 |
| 235 | CCTV-4                    | 否  | 是α  | 是   | 是       | 是     | 是    | 是      | 是           | 是                 |
| 236 | Phoenix Hong Kong Channel | 否  | 是   | 是   | 是       | 是     | 是    | 是      | 是           | 是                 |
| 239 | SETI                      | 否  | 是α  | 是   | 是       | 是     | 是    | 是      | 是           | 是                 |
| 288 | Celestial Movies          | 否  | 是   | 是   | 是       | 是     | 是    | 是      | 是           | 是                 |
| 289 | Celestial Classic Movies  | 否  | 是   | 是   | 是       | 是     | 是    | 是      | 是           | 是                 |
| 302 | Zee Thirai                | 否  | 否   | 是   | 是       | 是     | 是    | 是      | 是           | 是                 |
| 303 | Sony YAY!                 | 否  | 否   | 是   | 是       | 否     | 否    | 是      | 是           | 是                 |
| 311 | Colors Tamil              | 否  | 是α  | 是   | 是       | 是     | 是    | 是      | 是           | 是                 |
| 333 | Colors Cineplex           | 否  | 是α  | 是   | 是       | 是     | 是    | 是      | 是           | 是                 |
| 401 | HBO                       | 否  | 是   | 否   | 是       | 是     | 是    | 是      | 是           | 是                 |
| 402 | HBO Hits                  | 否  | 是   | 否   | 是       | 是     | 是    | 是      | 是           | 是                 |
| 403 | HBO Family                | 否  | 是   | 否   | 是       | 是     | 是    | 是      | 是           | 是                 |
| 405 | Cinemax                   | 否  | 是   | 否   | 是       | 是     | 是    | 是      | 是           | 是                 |
| 407 | HITS Movies               | 否  | 是   | 是   | 是       | 是     | 是    | 是      | 是           | 是                 |
| 451 | Warner TV                 | 否  | 是   | 是   | 是       | 是     | 是    | 是      | 是           | 是                 |
| 452 | HITS Now                  | 否  | 是   | 是   | 是       | 是     | 是    | 是      | 是           | 是                 |
| 453 | AXN                       | 否  | 是   | 是   | 是       | 是     | 是    | 是      | 是β          | 是                 |
| 454 | HITS                      | 否  | 是   | 是   | 是       | 是     | 是    | 是      | 是β          | 是                 |
| 462 | K-Plus                    | 否  | 是   | 是   | 是       | 是     | 是    | 是      | 是β          | 是                 |
| 472 | Animax                    | 否  | 是   | 是   | 是       | 是     | 是    | 是      | 是β          | 是                 |
| 473 | ROCK Entertainment        | 否  | 是   | 是   | 是       | 是     | 是    | 是      | 是           | 是                 |
| 474 | ROCK Action               | 否  | 是   | 是   | 是       | 是     | 是    | 是      | 是           | 是                 |
| 501 | BBC Earth                 | 否  | 是   | 是   | 是       | 是     | 是    | 是      | 是           | 是                 |
| 502 | Love Nature               | 是  | 是   | 是   | 是       | 是     | 是    | 是      | 是           | 是                 |
| 511 | HGTV                      | 否  | 是   | 否   | 是       | 是     | 是    | 是      | 是           | 是                 |
| 512 | BBC Lifestyle             | 否  | 是   | 是   | 是       | 是     | 是    | 是      | 是           | 是                 |
| 521 | Asian Food Network        | 否  | 是   | 是   | 是       | 是     | 是    | 是      | 是           | 是                 |
| 550 | DreamWorks                | 否  | 是   | 否   | 是       | 是     | 是    | 是      | 是           | 是                 |
| 551 | Moonbug                   | 否  | 是   | 否   | 是       | 是     | 是    | 是      | 是           | 是                 |
| 552 | Nick Jr.                  | 否  | 是   | 否   | 是       | 是     | 是    | 是      | 是           | 是                 |
| 553 | CBeebies                  | 否  | 是   | 否   | 是       | 是     | 是    | 是      | 是           | 是                 |
| 554 | Nickelodeon               | 否  | 是   | 否   | 是       | 是     | 是    | 是      | 是           | 是                 |
| 556 | Cartoon Network           | 否  | 是   | 否   | 是       | 是     | 是    | 是      | 是           | 是                 |
| 601 | BBC News                  | 否  | 是   | 否   | 是       | 是     | 是    | 是      | 是           | 是                 |
| 602 | Al Jazeera English        | 否  | 是   | 是   | 是       | 是     | 是    | 是      | 是β          | 否                 |
| 610 | CGTN                      | 否  | 是α  | 是   | 是       | 是     | 是    | 是      | 是           | 是                 |
| 611 | CNA                       | 否  | 是   | 是   | 是       | 是     | 是    | 是      | 是           | 是                 |
| 612 | Euronews                  | 否  | 否   | 是γ  | 是       | 是     | 是    | 是      | 是           | 是                 |
| 631 | Bernama TV                | 否  | 否   | 是   | 是       | 是     | 是    | 是      | 是           | 否                 |
| 633 | RTM Parlimen              | 否  | 是   | 是   | 是       | 是     | 是    | 是      | 是           | 否                 |
| 641 | ABC Australia             | 否  | 是α  | 是   | 是       | 是     | 是    | 是      | 是           | 否                 |
| 642 | DW English                | 否  | 是   | 是γ  | 是       | 是     | 是    | 是      | 是           | 是                 |
| 643 | NHK World Japan           | 否  | 是   | 是   | 是       | 是     | 是    | 是      | 是           | 否                 |
| 701 | Unifi Sports              | 是  | 是   | 是   | 是       | 是     | 是    | 是      | 是           | 是                 |
| 702 | Unifi eSports             | 否  | 是   | 是   | 是       | 是     | 是    | 是      | 是           | 是                 |
| 706 | SPOTV                     | 否  | 是   | 否   | 是       | 是     | 是    | 是      | 是           | 是                 |
| 707 | SPOTV2                    | 否  | 是   | 否   | 是       | 是     | 是    | 是      | 是           | 是                 |
| 708 | beIN Sports 1             | 否  | 是   | 否   | 是       | 是     | 是    | 是      | 是           | 是                 |
| 709 | beIN Sports 2             | 否  | 是   | 否   | 是       | 是     | 是    | 是      | 是           | 是                 |
| 710 | beIN Sports 3             | 否  | 是   | 否   | 是       | 是     | 是    | 是      | 是           | 是                 |
| 711 | beIN Sports 4             | 否  | 是   | 否   | 是       | 是     | 是    | 是      | 是           | 是                 |

## 外部連結
https://unifi.com.my/tv （页面存档备份，存于）